# Karl Galinsky
Karl Galinsky (Strasburgo, 7 febbraio 1942 – Austin, 9 marzo 2024) è stato un latinista e filologo classico francese naturalizzato statunitense, specializzato in particolar modo nella letteratura del periodo augusteo.

## Biografia
Dopo il diploma di maturità in Germania e la laurea nel 1963 al Bowdoin College, conseguì il dottorato di ricerca all'Università di Princeton nel 1965. Dal 1966 fu professor all'Università del Texas ad Austin.

## Opere principali
- Aeneas, Sicily, and Rome (Princeton University Press 1969)
- Albii Tibulli aliorumque carminum libri tres, 3rd ed. (Brill, Leiden, 1971)
- The Herakles Theme. The Adaptations of the Hero in Literature from Homer to the Twentieth Century (Blackwell, Oxford, 1972)
- Perspectives of Roman Poetry. A Classics Symposium (University of Texas Press, Austin and London, 1974)
- Ovid's Metamorphoses. An Introduction to the Basic Aspects (University of California Press, 1975)
- The Interpretation of Roman Poetry. Empiricism or Hermeneutics? (Peter Lang, Frankfurt/New York 1992)
- Classical and Modern Interactions. Postmodern architecture, multiculturalism, decline, and other issues (University of Texas Press 1992).
- Augustan Culture. An interpretive introduction (Princeton University Press 1996)
- The Cambridge Companion to the Age of Augustus (Cambridge University Press 2005)
- Augustus: introduction to the life of an emperor (Cambridge University Press 2012)